# Benjamin Lucraft
Benjamin Lucraft (1809-1897) foi um sindicalista britânico, que participou do movimento cartista e mais tarde, liderou os sindicatos britânicos. Foi membro do Conselho Geral da Associação Internacional dos Trabalhadores de 1864 a 1871. Em 1871, manifestou-se contra a Comuna de Paris e logo após desligou-se da Internacional.